# Miguel Osorio y Martos
Miguel Osorio y Martos (Madrid, 30 de julio de 1886-Madrid, 3 de mayo de 1942), XVII duque de Alburquerque y grande de España, fue un aristócrata español, heredero del renombrado José Osorio y Silva, duque de Sesto, y con ello titular de la Casa de Alburquerque, además de caballero de la Real Maestranza de Sevilla y gentilhombre de cámara con ejercicio y servidumbre de Alfonso XIII de España.

## Biografía
Nacido en Madrid en 1886, fue hijo de José Ramón Osorio y Heredia, IX conde de la Corzana y III marqués de los Arenales (éste hijo de Joaquín Osorio y Silva y de María de las Mercedes de Heredia y Zafra-Vázquez) y de Narcisa de Martos y Arizcún.
Nombrado caballero de la Real Maestranza de Sevilla, hubo de heredar como sobrino nieto a José Osorio y Silva, conocido como el gran duque de Sesto, que tanto contribuyó a la restauración borbónica en España, pues no tuvo hijos de su mujer la princesa Sofía Troubetzkoy, siendo por ello XVII duque de Alburquerque, XVIII marqués de Alcañices, X marqués de los Balbases, XVI marqués de Cuéllar, IV marqués de los Arenales, XII marqués de Cadreita, VII marqués de Cullera, XIII marqués de Montaos, XV conde de Fuensaldaña, XIV conde de Grajal, XVII conde de Ledesma, XVII conde de Huelma, XIV conde de la Torre, XI conde de Villanueva de Cañedo, XIII conde de Villaumbrosa y VI conde de las Torres de Alcorrín, cuatro veces grande de España, y finalmente, tuvo cargo de gentilhombre de cámara con ejercicio y servidumbre de Alfonso XIII de España.

## Matrimonio y descendencia
Contrajo matrimonio en Madrid en 1914 con Inés Díez de Rivera y de Figueroa, hija de Pedro Díez de Rivera y Muro, V conde de Almodóvar, y de Francisca de Figueroa y Torres-Sotomayor, hija de los marqueses de Villamejor, y fueron padres de:
1. María del Carmen Osorio y Díez de Rivera, V marquesa de los Arenales.
2. Beltrán Alfonso Osorio y Díez de Rivera, XVIII duque de Alburquerque.
3. Cristina Osorio y Díez de Rivera, XVI condesa de la Torre.
4. Rosario Osorio y Díez de Rivera, VII condesa de las Torres de Alcorrín.
5. Miguel Osorio y Díez de Rivera, XII conde de la Corzana.